# Philoponella semiplumosa
Philoponella semiplumosa là một loài nhện trong họ Uloboridae.
Loài này thuộc chi Philoponella. Philoponella semiplumosa được Eugène Simon miêu tả năm 1893.